# Segun Odegbami
Segun Odegbami   (Lagos, 27 d'agost de 1952) és un exfutbolista nigerià de la dècada de 1970.
Fou internacional amb la selecció de futbol de Nigèria.
Pel que fa a clubs, destacà a Shooting Stars.